# Черёмушка (Красноярский край)
Черёмушка — село в Каратузском районе Красноярского края. Административный центр сельского поселения Черемушинский сельсовет.
Основано в 1835 году
Население — 733 (2012)

## История
Основано осенью 1835 года переселенцами из Орловской и Курской губерний. Образованное поселение получило название Черёмушка из-за кустов черёмухи, обильно растущих по берегам небольшой речки. Деревня входила в состав Сагайской волости. К началу XX века здесь работали водяная мельница, лавка и несколько кустарных мастерских. После постройки небольшой православной церкви деревня получила статус села. В 1914 году в селе была открыта одноклассная школа.
В июне 1920 года в селе была организована первая коммунистическая ячейка, которая и стала инициатором создания Черемушкинского сельского Совета, на территории которого располагались 11 населенных пунктов: село, хутор Изотова и девять заимок. В 1921 году было организовано потребительское общество. В 1926 году открыта государственная школа первой ступени. В 1927 году была создана сельхозкоммуна «Начало», которая позднее была преобразована в колхоз «Сталинец». К концу коллективизации в Черёмушкинском сельсовете действовали четыре колхоза и совхоз мясо-молочного направления. В 1957 году из одного колхоза и совхоза был образован совхоз «Каратузский».
В годы Великой Отечественной войны из села на фронт ушли 335 человек, не вернулись 221.
В 1961 году в селе Черёмушки на базе семилетней школы открыли восьмилетнюю, с 1966 года школа стала средней. В 1987 году для школы построили новое здание. Сегодня в ней обучаются ребята из села Черёмушки и соседних деревень: Чубчиково, Шалагино, Старомолино, Куркино и Верхний Суэтук.

## Физико-географическая характеристика
Село расположено в пределах Южно-Минусинской котловины на левом берегу реки Черёмушки (правый приток реки Амыла), при впадении ручья Чернышов, на высоте 325 метров над уровнем моря. Имеются пруды. Рельеф мелкосопочный. Почвы — чернозёмы выщелоченные. Почвообразующие породы — глины и суглинки
Расстояние до районного центра села Каратузское составляет 15 км, до ближайшего относительно крупного города Минусинск — 110 км.
Климат резко континентальный (согласно классификации климатов Кёппена — Dfb). Среднегодовая температура положительная и составляет +0,4 °С, средняя температура самого холодного месяца января — 20,8 °С, самого жаркого месяца июля + 19,4 °С. Многолетняя норма осадков — 547 мм, наибольшее количество осадков выпадает в тёплое время года (в июле — 95 мм). наименьшее в период с января по март (норма февраля — 15 мм)
Черёмушка, как и весь Красноярский край, находится в часовой зоне МСК+4. Смещение применяемого времени относительно UTC составляет +7:00.

## Население
| 1893 | 1924 | 2010 | 2012 |
| ---- | ---- | ---- | ---- |
| 564  | ↗974 | ↘671 | ↗733 |

## Инфраструктура
В селе Черёмушка работают сельский дом культуры и библиотека с филиалами в соседних селах, фельдшерско-акушерский пункт, детский сад, средняя школа имени Героя Советского Союза Г. В. Комарова, почтовое отделение и узел связи.